# Ergino
En la mitología griega, Ergino (Ἐργῖνος / Ergīnos) era hijo de la reina Búcige y de Clímeno, rey de Orcómeno. 
Ergino marchó contra la ciudad de Tebas al frente de los minias después de que Perieres, auriga de Meneceo, matara a su padre durante una fiesta en honor de Poseidón.

## Historia
Tras derrotar a los tebanos, pactó con ellos una tregua por la que se comprometían a pagarle como tributo cien bueyes durante veinte años. Pero unos años después Heracles se encontró con los enviados de Ergino, que iban a cobrar el tributo, y les cortó a la nariz y las orejas, colgándoselas al cuello, y les ordenó que las llevasen como tributo a Ergino. Este, irritado, organizó una expedición contra Tebas, y cuando Creonte, rey de Tebas, estaba dispuesto a desagraviar a Ergino, Heracles se puso al frente de los tebanos y derrotó a los minias, matando a Ergino con sus propias manos. Según otra tradición Ergino no murió en la lucha, sino que concertó con Heracles un convenio por el que tenía que pagar un tributo doble del que los minias cobraban. 
Participó en la expedición de los Argonautas y fue el piloto de la nave Argo a la muerte de Tifis. En los juegos de lemnios ganó el premio de la carrera, pese a las burlas que le hacían las mujeres de la isla por tener los cabellos totalmente blancos aun siendo joven. A veces este Ergino es citado como hijo de Poseidón y natural de Mileto.

## Familia
Tuvo por hijos a Agamedes y Trofonio, ambos arquitectos, aunque no hay un claro consenso, ya que a Agamedes le asignan por padre a Apolo, Zeus o Poseidón. Así mismo su madre o esposa sería Epicaste, quien le daría por hijos a Trofonio (que no sería su hermano) y a Cerción
| Predecesor: Clímeno | Reyes de Orcómeno | Sucesor: Trofonio |